# Отворено првенство Катара за мушкарце 2016.
Отворено првенство Катара за мушкарце 2016 (познат и под називом Qatar ExxonMobil Open 2016) је био тениски турнир који је припадао АТП 250 серији у сезони 2016. То је било двадесет и четврто издање турнира који се одржао на тениском комплексу у Дохи у Катару од 4. јануара 2016. — 9. јануара 2016. на тврдој подлози.

## Поени и новчане награде

### Распоред поена
| Конкуренција | П   | Ф   | ПФ | ЧФ | 2К | 1К  | КВ  | КВ3 | КВ2 | КВ1 |
| Појединачна  | 250 | 150 | 90 | 45 | 20 | 0   | 12  | 6   | 0   | 0   |
| Парови       | 250 | 150 | 90 | 45 | 0  | Н/Д | Н/Д | Н/Д | Н/Д | Н/Д |

### Новчане награде
| Конкуренција | П        | Ф        | ПФ      | ЧФ      | 2К      | 1К      | КВ3    | КВ2  | КВ1 |
| Појединачна  | $195,000 | $102,675 | $55,610 | $31,690 | $18,670 | $11,060 | $1,880 | $900 | $0  |
| Парови       | $62,430  | $32,820  | $17,790 | $10,180 | $5,960  | Н/Д     | Н/Д    | Н/Д  | Н/Д |

* по тиму

## Носиоци
| Држава | Играч            | Позиција1 | Носилац |
| ------ | ---------------- | --------- | ------- |
| СРБ    | Новак Ђоковић    | 1         | 1       |
| ШПА    | Рафаел Надал     | 5         | 2       |
| ЧЕШ    | Томаш Бердих     | 6         | 3       |
| ШПА    | Давид Ферер      | 7         | 4       |
| ШПА    | Фелисијано Лопез | 17        | 5       |
| ИТА    | Андреас Сепи     | 29        | 6       |
| ФРА    | Жереми Шарди     | 31        | 7       |
| АРГ    | Леонардо Мајер   | 35        | 8       |

### Други учесници
Следећи играчи су добили специјалну позивницу за учешће у појединачној конкуренцији:
- Марсел Илхан
- Малек Џазири
- Мубарак Зајид

Следећи играчи су ушли у главни жреб кроз квалификације:
- Бенјамин Бекер
- Дастин Браун
- Кајл Едмунд
- Аслан Карацев

### Одустајања
Пре турнира
- Стив Дарсис → заменио га је  Иља Марченко
- Ришар Гаске (повреда леђа) → заменио га је  Марко Чекинато
- Гидо Пеља → заменио га је  Пол-Анри Матје

### Носиоци у конкуренцији парова
| Држава | Играч             | Држава | Играч           | Позиција1 | Носиоци |
| ------ | ----------------- | ------ | --------------- | --------- | ------- |
| ХОЛ    | Жан-Жилијен Ројер | РУМ    | Орија Текау     | 5         | 1       |
| УК     | Џејми Мари        | БРА    | Бруно Соарес    | 29        | 2       |
| ШПА    | Фелисијано Лопез  | ШПА    | Марк Лопез      | 67        | 3       |
| НЕМ    | Филип Печнер      | АУТ    | Александер Пеја | 74        | 4       |

### Други учесници
Следећи парови су добили специјалну позивницу за учешће у конкуренцији парова:
- Џабор ел Мутава /  Малек Џазири
- Муса Зајид /  Мубарак Зајид

## Шампиони

### Појединачно
Новак Ђоковић је победио  Рафаела Надала са 6:1, 6:2.
- Ђоковићу је то била прва титула те сезоне и 60-та у каријери.

### Парови
Фелисијано Лопез /  Марк Лопез су победили  Филипа Печнера /  Александера Пеју са 6:4, 6:3.